# Are You Ready for Love?
"Are You Ready for Love?" é uma canção gravada por Elton John em 1977 e foi lançada pela primeira vez no Reino Unido em 1979 no EP The Thom Bell Sessions. Foi composta por Leroy Bell, Thom Bell e Casey James e originalmente foi produzida na Filadélfia por Thom Bell (quem já tinha produzido uma série de sucessos para as bandas The Spinners, The Delfonics e The Stylistics). Enquanto a música "Mama Can't Buy You Love" do EP foi cartografada em 1979, esta canção e a outra faixa do disco de vinil de 12 polegadas de três faixas, "Three Way Love Affair", foram apenas pequenas notas de rodapé na época.
Em 1989, a MCA disponibilizou um CD de seis faixas intitulado The Complete Thom Bell Sessions, o qual continha uma mixagem diferente de "Are You Ready for Love?" no lugar daquela que aparecia no LP original de 1979. (A mixagem original de "Thom Bell Sessions" do EP fez, contudo, a tona — junto com as outras duas faixas originais do EP — como um lado B ao CD single britânico de "The Last Song" em 1992, emitir como Rocket/Phonogram EJSCB-30).
Em 2013, foi remixada por Ashley Beedle e lançada como single de vinil de 12 polegadas em 25 de agosto de 2003. Isto deu a John outro sucesso número um na parada de singles do Reino Unido na sua primeira semana de sua disponibilização de 2003, seguindo seu aspecto em um comercial de televisão para Sky Sports promovendo a nova temporada da Premier League do mesmo ano. Ela conseguiu a John o seu quinto número um no Reino Unido.
O lado B do single de 2003 é "Three Way Love Affair" (do EP original) e também a versão de duração total de "Are You Ready for Love" (1979). Em algumas versões do CD, também contém uma versão do QuikTime de um clipe da música, com gravação de estúdio das imagens de 1997, com Elton gravando seus vocais.
Vários cantores de R&B sucedidos do final da década de 1970, incluindo Bell & James, MFSB e The Spinners com o vocalista John Edwards, contribuíam de apoio e de acompanhamento nos vocais principais, de maior destaque nas mixagens de Thom Bell Sessions da canção. Em 1979, The Spinners também regravaram uma versão da canção que alcançou o #25 na parada R&B da Billboard dos Estados Unidos.
O videoclipe, produzido em um estilo retrô da década de 1970, foi dirigido por Kate Dawkins.

## Lista de faixas (remix de 2013)

### CD single britânico
1. Radio edit, 1979
2. Versão de duração total, 1979
3. "Three Way Love Affair"
4. Videoclipe

## Regravações
Esta canção foi regravada por Nancy Wallace no álbum de coletânea dupla de 2006 The Big Chill.
Também foi regravada pelos Kooks, junto com a Buena Vista Social Club em 2007 no álbum Rhythms del Mundo Classics.
Em 2003, The Spinners reeditaram "Are You Ready For Love", apresentando-os no vocal de apoio. Em 1977, The Spinners gravaram duas versões da faixa. Uma tinha todos os integrantes dos Spinners, a outra com apenas o vocalista John Edwards nos vocais. Enfim, em 1979, a versão de John Edwards foi lançada tornando-se ao número 42 na parada de singles do Reino Unido.
Uma outra canção com o mesmo título foi lançada pela cantora e atriz franco-canadense Patsy Gallant, coincidentemente, em 1977, e estava entre as 20 melhores sucessos no Canadá.

## Na cultura popular
"Are You Ready for Love" foi destaque na versão PAL do Donkey Konga 2.

## Paradas
| Parada (2003)                     | Melhor posição |
| --------------------------------- | -------------- |
| UK Singles Chart                  | 1              |
| EUA Billboard Hot Dance Club Play | 1              |